# Petrijanec
Petrijanec – wieś w Chorwacji, w żupanii varażdińskiej, w gminie Petrijanec. W 2011 roku liczyła 1429 mieszkańców.